# Vídeo composto

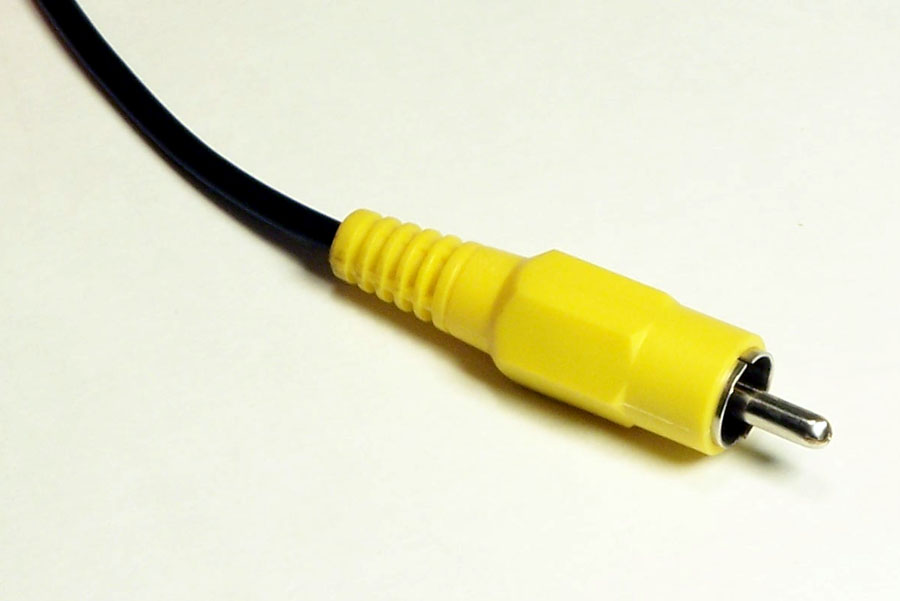
Conector RCA de vídeo composto indicado pela sua cor amarela.

Vídeo composto é o formato de um sinal de TV analógica (somente imagens) antes de ser combinado com um sinal de som e modulado em uma portadora de radiofrequência.
O vídeo composto também é conhecido pelas iniciais CVBS (Composite Video, Baseband and Syncronization) para sinal de banda base de vídeo composto ou (Color, Video, Blanking and Sync) para cor, vídeo, branqueamento e sincronização, ou simplesmente referido como vídeo SD para o sinal de televisão de definição padrão que transmite.
Três tipos de codificação de cor são adotados majoritariamente: NTSC, PAL e SECAM.

## Funcionamento
O vídeo composto tem diversas normas que diferem principalmente no padrão usado no método de decomposição da imagem e da codificação de cores.